# Écija Balompié
Écija Balompié – hiszpański klub piłkarski z miasta Écija, Andaluzja, utworzony w 1968 roku. Obecnie występuje w Segunda División B. Ma za sobą dwa sezony gry w Segunda División w latach 1995-1997.